# 權輿
《權輿》是《詩經·國風·秦風》的篇目，《毛詩序》以為刺秦康公。就詩歌本體而言，表現了今不如昔的感慨。

## 篇名
篇名“權輿”取自詩每章之句末，意為開始、當初。《爾雅·釋詁》：“初、哉、首、基、肇、祖、元、胎、俶、落、權輿，始也。”對於這樣一個雙音詞為何能訓為“始”，意見歷來存在分歧。《說文·艸部》：“𦿏，灌渝。从艸，夢聲。讀若萌。”一般認為“權輿”即“灌渝”，表示草木萌芽，進而引申為事物的開端。孟蓬生進一步推論“權輿”是“句”字的緩讀，從而有“始”義。

## 異文
出土的安大簡本《權輿》每章首句作“始也於我”，相較於毛詩，“始也”可與後文“今也”相對照，又與“權輿”之“始”意相呼應，使詩意更加完整。